# Ansistaria
Genre
Synonymes
- Leroya Lewis & Dippenaar-Schoeman, 2014 nec Grandidier, 1887

Ansistaria est un genre d'araignées aranéomorphes de la famille des Thomisidae.

## Distribution
Les espèces de ce genre se rencontrent en Afrique subsaharienne.

## Liste des espèces
Selon World Spider Catalog (version 23.5, 14/08/2022) :
- Ansistaria silva (Lewis & Dippenaar-Schoeman, 2014)
- Ansistaria unicolor (Simon, 1895)

## Systématique et taxinomie
Leroya Lewis & Dippenaar-Schoeman, 2014, préoccupé par Leroya Grandidier, 1887 a été remplacé par Ansistaria par Sherwood en 2022.

## Étymologie
Ce genre est nommé en l'honneur d'Ansie S. Dippenaar-Schoeman.

## Publications originales
- Sherwood, 2022 : « Replacement names for Leroya Lewis & Dippenaar-Schoeman, 2014 (Araneidae: Thomisidae) and Tangaroa Lehtinen, 1967 (Araneae: Uloboridae). » Revista Ibérica de Aracnología, no 40, p. 203-204.
- Lewis & Dippenaar-Schoeman, 2014 : « Revision of the spider genus Mystaria Simon, 1895 (Araneae: Thomisidae) and the description of a new genus from the Afrotropical region. » Zootaxa, no 3873(2), p. 101-144.